# Artide Antartide
Figli della solitudine, affamati di poesia
Vi regalo un po' di questa vita mia...»
(dal brano "I figli della topa")
Artide Antartide è l'ottavo album in studio di Renato Zero, pubblicato il 1° dicembre del 1981 e ripubblicato nel 2010.

## Descrizione
Artide Antartide è l'ottavo album di Renato Zero. I figli della topa è dedicata ai suoi fan, da lui soprannominati «sorcini» (epiteto nato in Toscana, quando Renato li vide sfrecciare attorno a sé su numerosi motorini); Ciao Stefania è in memoria di Stefania Rotolo, showgirl all'epoca da poco scomparsa, sua grande amica. Zero tratta inoltre molti temi: dalla droga (Non passerà) all'amore (Ed io ti seguirò, Marciapiedi), al rapporto padre-figlio (Padre nostro) al sesso (Sterili, L'ammucchiata).Con 1 milione e trecentomila copie vendute, Artide Antartide è uno degli album più venduti di Renato Zero. È l'album più venduto del 1981 in Italia.
La produzione e gli arrangiamenti del disco sono curati da Del Newman per Artide e Elio D'Anna,  ex sassofonista degli Osanna, per Antartide. L'orchestra d'archi è arrangiata e diretta da Del Newman. Le registrazioni furono effettuate allo studio «B» della RCA Italiana, nei mesi di ottobre e novembre del 1981, e furono seguite dal tecnico del suono Tonino Rampotti. La foto di copertina, che raffigura Renato Zero con un costume da guerriero greco nero (in un'immagine raddoppiata, affiancata a quella dello stesso cantautore con lo stesso abito ma bianco) è opera di Angelo Frontoni. Le edizioni musicali delle canzoni sono di Zeromania (di proprietà di Renato Zero), tranne che per le canzoni scritte con Dario Baldan Bembo, che sono in comproprietà tra le edizioni Zeromania e le edizioni Come il Vento (di proprietà del cantautore milanese). 
L'album, da anni fuori catalogo, è stato ristampato e ripubblicato in CD il 4 novembre 2010.
Il 17 maggio 2019, l'album è stato ristampato, per la terza volta, in CD per la collana Mille e uno Zero, edita con TV Sorrisi e Canzoni.

## Tracce
L'album Artide Antartide, da cui non è stato estratto nessun singolo promozionale, non è mai stato venduto separatamente, come era accaduto l'anno prima per Tregua.

### Artide
1. Pionieri – 4:23 (R. Zero, R. Conrado, R. Zero)
2. Lungara – 4:02 (F. Evangelisti, R. Conrado, R. Zero)
3. I figli della topa – 4:21 (R. Zero, R. Conrado, R. Zero)
4. Danzerò – 3:42 (R. Zero, R. Cini, R. Zero)
5. Ciao Stefania – 2:49 (R. Zero, Mancini, R. Conrado, R. Zero)
6. Ed io ti seguirò – 5:33 (R. Zero, D. Baldan)
7. Notte balorda – 3:58 (F. Evangelisti, R. Cini, R. Conrado, R. Zero)
8. L'ammucchiata – 3:32 (F. Evangelisti, R. Conrado, R. Zero)
9. La stazione – 3:54 (R. Zero, R. Conrado, R. Zero)
10. Marciapiedi – 4:33 (F. Evangelisti, S. Patara, R. Zero)

### Antartide
1. Ecco noi – 4:37 (F. Evangelisti, R. Zero, R. Conrado, R. Zero)
2. Non passerà – 5:23 (R. Zero, R. Conrado, R. Zero)
3. Sterili – 4:50 (R. Zero, R. Conrado, R. Zero)
4. Domicilio coatto – 4:27 (R. Zero, R. Conrado, R. Zero)
5. Padre nostro – 5:09 (R. Zero, R. Conrado, R. Zero)
6. Il jolly – 5:17 (F. Evangelisti, P. Pintucci, R. Zero)
7. Per carità – 4:29 (F. Evangelisti, R. Zero, R. Conrado, R. Zero)
8. Atomico pathos – 3:57 (R. Zero, R. Conrado, R. Zero)
9. Gente – 4:02 (F. Evangelisti, R. Zero, R. Conrado, R. Zero)
10. Stranieri – 5:29 (R. Zero, D. Baldan)

## Formazione
- Renato Zero – voce
- James Martin – batteria
- Fabrizio Gerli, Maurizio Galli – basso e contrabbasso
- Corrado Rustici, Beppe Cantarelli – chitarra
- Luciano Ciccaglioni – chitarra in E io ti seguirò e Stranieri
- Enrico Pieranunzi, Vili Lakatos, Mike Fraser – pianoforte
- Aldo Banfi – tastiera
- Rosario Jermano – percussioni
- Elio D'Anna – sax
- Douglas Meakin, Simona Pirone, Giovanni Minuti, Roberta Petteruti – cori

## Classifiche

### Classifiche settimanali
| Classifica (1981) | Posizione massima |
| ----------------- | ----------------- |
| Italia            | 1                 |
| Classifica (2010) | Posizione massima |
| Italia            | 26                |

### Classifiche di fine anno
| Classifica (1982) | Posizione |
| ----------------- | --------- |
| Italia            | 9         |